# مالو وویلووتسه
مالو وویلووتسه (به صربی: Malo Vojlovce) یک منطقهٔ مسکونی در صربستان است که در لبانه واقع شده‌است. مالو وویلووتسه ۲۰۸ نفر جمعیت دارد.